# (2149) Schwambraniya
(2149) Schwambraniya es un asteroide perteneciente al cinturón de asteroides, descubierto el 22 de marzo de 1977 por Nikolái Stepánovich Chernyj desde el Observatorio Astrofísico de Crimea (República de Crimea).    

## Designación y nombre
Designado provisionalmente como 1977 FX. Fue nombrado Schwambraniya en homenaje al país Schwambraniya, inventado por el escritor ruso Lev Kassil.